# Upper Norwood
Upper Norwood es un área del sureste de Londres, Inglaterra, dentro de los distritos londinenses de Bromley, Croydon, Lambeth y Southwark. Se encuentra al norte de Croydon y es sinónimo del área de Crystal Palace.
Upper Norwood está situado a lo largo de la cresta de arcilla de Londres conocida como Beulah Hill. La mayoría de las viviendas datan de los siglos XIX y XX, con grandes propiedades separadas a lo largo de la cresta y viviendas más pequeñas, adosadas en las laderas. Hay algunas áreas más modernas de vivienda social que datan de la década de 1970. La colina ofrece vistas panorámicas hacia el norte hasta el centro de Londres y hacia el sur hasta el centro de Croydon y North Downs.

## Historia
El área es una de las más altas en el área de Londres, y durante siglos estuvo ocupada por Great North Wood, una extensa área de bosque natural de robles que formaba una zona silvestre cerca del extremo sur de la ciudad en constante expansión de Londres. El nombre "Norwood" es una contracción de "North Wood". La leyenda local dice que el barco de Sir Francis Drake, The Golden Hind, estaba hecho de madera cortada de árboles en esta área. El bosque fue un área popular para el ocio de los londinenses hasta el siglo XIX, cuando comenzó a construirse. También fue un lugar frecuentado por gitanos, con muchos nombres de calles y pubs locales que recuerdan este hecho, especialmente Gipsy Hill. El área aún conserva bosques en gran cantidad para un área urbana.
La cresta de Beulah Hill se usó como un punto de observación para la Encuesta Anglo-Francesa (1784–1790), que midió la distancia precisa entre el Observatorio Real de Greenwich y el Observatorio de París, utilizando la trigonometría. Fue particularmente útil para este propósito debido a su altura y su proximidad relativa a Greenwich.
En 1831, uno de los arquitectos más prominentes de Inglaterra, Decimus Burton, diseñó un spa y jardines de placer debajo de Beulah Hill y en lo que ahora es Spa Hill en un tazón de tierra en el lado sur de la colina alrededor de un manantial de agua de chalybeate. Burton fue responsable del Beulah Spa Hotel (demolido c. 1935) y del diseño de los terrenos. Su título oficial fue The Royal Beulah Spa and Gardens. Se convirtió en un lugar de la sociedad popular que atraía a grandes multitudes a sus fiestas. Un evento muy publicitado fue una "Gran Fiesta Escocesa" el 16 de septiembre de 1834 "con una actuación en la cuerda floja de Pablo Fanque", el artista de circo negro que más tarde dominaría el circo victoriano y lograría la inmortalidad en la canción de The Beatles "Being for the Benefit of Mr. Kite!" El spa cerró en 1856 poco después de la apertura cerca de The Crystal Palace.
El Crystal Palace fue reconstruido en las cercanías de Sydenham Hill en 1854, tras su éxito en la Gran Exposición de 1851 en Hyde Park. Fue destruido en un incendio espectacular en 1936. La importancia de este edificio llevó a que el área inmediatamente alrededor fuera conocida como Crystal Palace.
El distrito más oriental de Upper Norwood ahora también se conoce como Crystal Palace y es el centro comercial de Upper Norwood conocido localmente como el 'Triángulo'. El distrito más occidental también se conoce como Crown Point. El distrito central fue conocido como Norwood New Town, pero esto solo se ve en mapas antiguos.

## Lugares
- St. Joseph's College es una escuela secundaria católica para niños que se estableció por primera vez en Upper Norwood en 1855. La escuela opera en una sexta forma coeducacional. Harris Academy Upper Norwood es una escuela para niñas que se estableció en el área como Westwood High School en 1958.
- Virgo Fidelis Convent Senior School es una escuela católica para niñas ubicada en Central Hill, fundada en 1848. Ocupa una gran casa del siglo XVIII, que fue el hogar de la notable socialité y cortesana Mary Nesbitt.
- La iglesia parroquial de Todos los Santos (All Saints' Church) muy cerca de la estación transmisora de Croydon.
- La Iglesia parroquial inclusiva de San Juan Evangelista (St John the Evangelist) en Sylvan Road, completada en 1887, es un ejemplo notable del trabajo del arquitecto John Loughborough Pearson. Diseñado en estilo neogótico, este edificio de ladrillo rojo clasificado como Grado II * cuenta con una importante decoración interior de piedra y una vidriera de Ninian Comper, quien vivía en la zona.
- Upper Norwood Library en Westow Hill, la única biblioteca pública independiente en el Reino Unido, fue construida en 1899 por un acuerdo conjunto entre el London Borough of Croydon y el London Borough of Lambeth. La biblioteca tiene una Colección de Historia Local del distrito de Upper Norwood y de Crystal Palace.

Un parque notable en el área es Upper Norwood Recreation Ground. Su sitio de 19 acres (77.000 m²) es parte del Área de Conservación de Harold Road. Su límite está definido por Chevening Road, Hermitage Road, Eversley Road y Harold Road. Uno de los ríos ocultos de Londres, el río Effra, fluye bajo el parque y en Harold Road existe una boca de pozo. Fue cubierto en la década de 1940.
La estación transmisora de Croydon, una torre de transmisión de TV, se encuentra en la colina en Upper Norwood y un segundo transmisor de televisión más grande, la estación transmisora de Crystal Palace, se encuentra en Crystal Palace Park. Juntos, hacen del distrito un lugar emblemático, visible desde cualquier parte del área de Londres.
En marzo de 1966, poco antes del torneo de la Copa del Mundo, el trofeo Jules Rimet fue robado de una exhibición en el Central Hall Westminster. Fue encontrado siete días después en Beulah Hill por un perro llamado "Pickles". La historia llegó a los titulares nacionales. 
En 1985 se abrió un supermercado Safeway en la calle Westow. En 1990, el exterior de esta rama apareció en un clip de la serie dramática de televisión Grange Hill. La tienda fue adquirida por Morrisons en marzo de 2004. Lo cerró en noviembre de 2005. El contrato de arrendamiento de la tienda vacante fue comprado por Sainsbury's en agosto de 2006.